# Tre Croci megállóhely
Tre Croci (három kereszt) megállóhely Olaszul: Stazione di Tre Croci vasúti megállóhely Olaszországban, a Roma-Capranica-Viterbo vonalon Tre Croci településen.

## Vasútvonalak
A Tre Croci vasúti megállóhely 1916 óta működik.

## Kapcsolódó állomások
A vasútállomáshoz az alábbi állomások vannak a legközelebb:
- Stazione di Vetralla (Stazione di Roma Tiburtina, FL3)
- Stazione di Viterbo Porta Romana (Stazione di Viterbo Porta Fiorentina, FL3)
- Stazione di San Martino al Cimino